# توني لوك
توني لوك (بالإنجليزية: Tony Locke)‏ هو لاعب كرة قدم أمريكية أمريكي، ولد في 19 مايو 1978.